# Banchieri italiani a Bruges
Nel Tre- e Quattrocento furono attivi a Bruges vari banchieri italiani. La loro venuta era la logica conseguenza della presenza di mercanti italiani nella città.

## Il contesto
Con il declino delle fiere di Champagne i mercanti italiani cercarono un contatto diretto con Bruges. Nel 1277 le prime galee genovesi, al comando di Nicola Spinola, giunsero nello Zwin. Inizialmente gli Italiani costituivano una società per ogni singola spedizione. Successivamente costituirono compagnie commerciali più stabili.
Grazie alla posizione di Bruges come punto di incrocio del commercio internazionale, l'attività bancaria era fiorente già a partire dall'inizio del Trecento. Si poteva aprire un conto corrente presso un cambiavalute (i più grossi dei quali erano Colaert Van Marke e Willem Ruweel). Anche i banchi dei pegni e i mediatori commerciali svolgevano un ruolo nel campo del credito.
Ma in breve tempo furono raggiunti dalle grandi case bancarie italiane. Inizialmente queste generalmente si facevano rappresentare da "fattorie", col passar del tempo esse diventarono vere e proprie filiali. Alla loro base v'era un contratto di società che era a tempo determinato e veniva normalmente rinnovato. Generalmente la casa madre italiana prendeva una provvigione, in più di quella dei soci locali, i quali generalmente erano reclutati fuori della famiglia. L'attività principale era quella finanziaria (lettere di cambio, pagamenti internazionali), solo accanto a questa le banche di Bruges commerciavano anche in beni.
Le reti delle banche italiane rimanevano in buona misura separate dalla Hansa tedesca che operava parallelamente, la quale elaborò un proprio stile bancario.
Dopo l'opposizione fiamminga a Massimiliano I (1483-92) ci fu un vero esodo delle sedi italiane e Anversa divenne definitivamente il nuovo centro finanziario del Nordeuropa. I Milanesi se ne andarono prima del 1494, la colonia veneziana verso il 1515, l'ultimo console fiorentino partì fra il 1518 e il 1521, quello dei Genovesi nel 1522.

## I principali banchieri

### Bardi
La fiorentina Compagnia dei Bardi entrò ben presto nel commercio di stoffe delle Fiandre, fra l'altro passando per Arras. A quell'epoca le strade terrestri avevano scarsa importanza e Bruges teneva collegamenti marittimi con Genova e Venezia, perciò i Bardi si stabilirono nella Zwinstad. 
Francesco Balducci Pegolotti era il loro rappresentante negli anni 1315-17 e menzionò la circostanza nel suo Libro di divisamenti di paesi e di misuri di mercatanzie e d'altre cose bisognevoli di sapere a mercatanti, meglio noto come Pratica della mercatura (1340). Nel libro Pegolotti schizzò un'immagine vivida del commercio di Bruges, con il suo angiporto, le calate e la dogana. Inoltre forniva tavole di conversione di pesi e misure, per mezzo delle quali una rete commerciale poteva spingersi fin dove Bruges aveva un collegamento.
Altri membri della famiglia dei quali è documentata la presenza a Bruges, sono Gualterotto de' Bardi e Ridolfo de' Bardi (1331–1342). Poco dopo la Compagnia de'Bardi andò in bancarotta.

### Peruzzi
L'insediamento della famiglia fiorentina Peruzzi a Bruges risale all'inizio del Trecento. Il cronista Giovanni Villani è attestato come "fattore" fra il 1306 e il 1308 e dopo di lui ricoprì lo stesso incarico per sedici anni Silimanno Bottieri.
Con quattro dipendenti fissi diretti da Pacino di Guido Peruzzi, Bruges nel 1335 era un'importante "fattoria" della compagnia fiorentina. Benché ancora orientata soprattutto sul commerciò di beni fisici, la Compagnia svolgeva anche attività finanziarie. Dai libri contabili risulta che Donato Di Pacino De' Peruzzi prestò ventimila lire parisine alla città di Bruges nel 1328, che si trovò in imbarazzo riguardo ai mezzi con cui rimborsare la somma, a causa della rivolta contadina dei Karls. Nel 1343 i Peruzzi fecero bancarotta.

### Rapondi

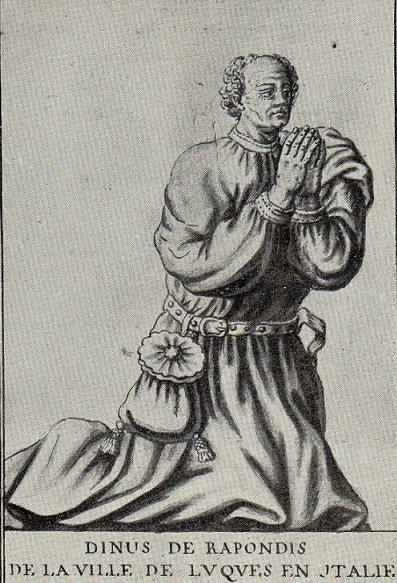
Dino Rapondi in un disegno di Jean Perron conservato nella Sainte Chapelle di Digione

Guglielmo Rapondi da Lucca fece di Bruges la sede delle sue attività nel Nord Europa negli anni Sessanta del Trecento.
Suo fratello Dino Rapondi alla fine arrivò a capo della ditta. Era il banchiere e il consigliere finanziario del duca di Borgogna, Berry e Orléans. Aveva ottenuto la cittadinanza di Parigi e aveva aperto un'importante agenzia a Bruges sulla Naaldenstraat nel 1365. Partecipò alla raccolta del denaro per il riscatto di Giovanni senza Paura dopo la sconfitta contro i Turchi a Nicopoli. Nel 1395 finanziò dei grandi lavori alle dighe e ai canali nelle Fiandre.
Nel 1415 morì e fu sepolto a Bruges, nella Cattedrale di San Donato.

### Borromei
L'impero bancario padano dei Borromei trova le sue origini a Milano (1393) e Venezia (1395).
Intorno al 1420 il ramo veneziano della famiglia fondò le filiali di Londra e di Bruges come ditta "Galeazzo Borromeo, Antonio di Francesco & co". Nel 1436 Alessandro, il figlio sedicenne di Antonio Borromeo, venne mandato come rappresentante a Bruges e la ditta divenne "Alessandro Borromei, Antonio di Francesco & co". Fu istituita una sede anche ad Anversa.
A partire dal 1435 il ramo milanese della famiglia fu attivo a Bruges con la ditta "Filippo Borromei & co". Questa ditta aveva sedi anche a Londra e Anversa, ma Bruges fungeva da sede principale. Ci lavoravano sette persone sotto la direzione del fiorentino Paolo Da Castagnolo. L'esatta collocazione non ci è nota, ma conosciamo il canone d'affitto dell'edificio. Si è conservato un libro contabile del 1438, e rappresenta un'importante fonte d'informazione. Esso menziona circa 400 correntisti. Dopo il termine del contratto iniziale nel 1440, la ditta continuò in una nuova sede fino al 1457.

### Medici

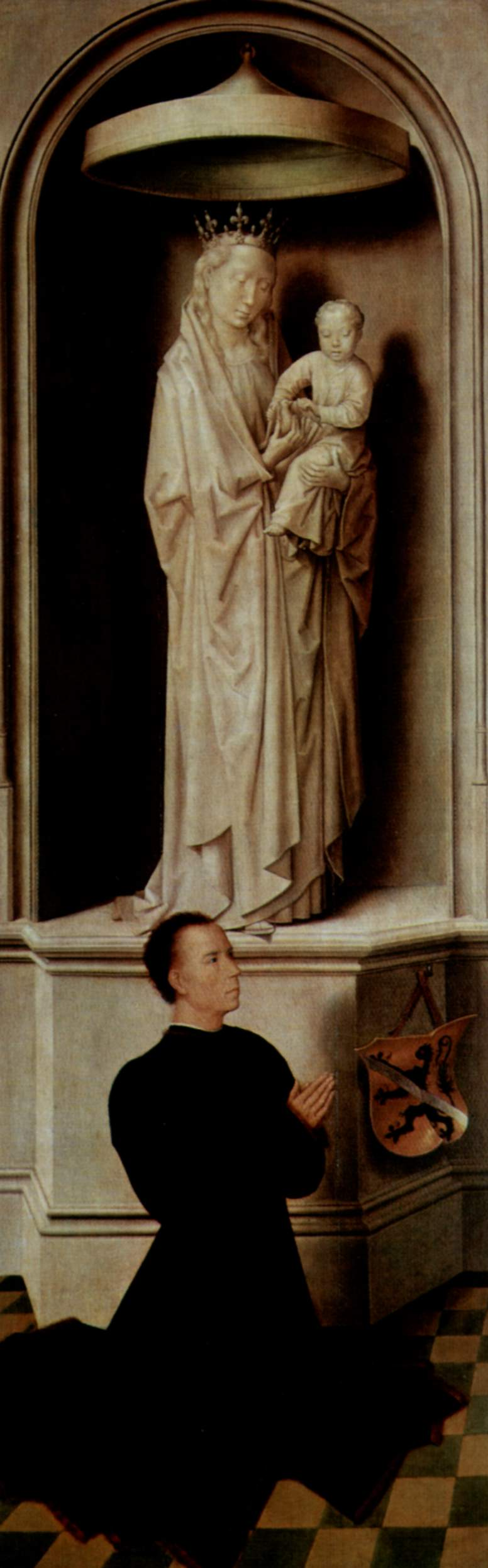
Angelo Tani nel Giudizio Universale di Hans Memling

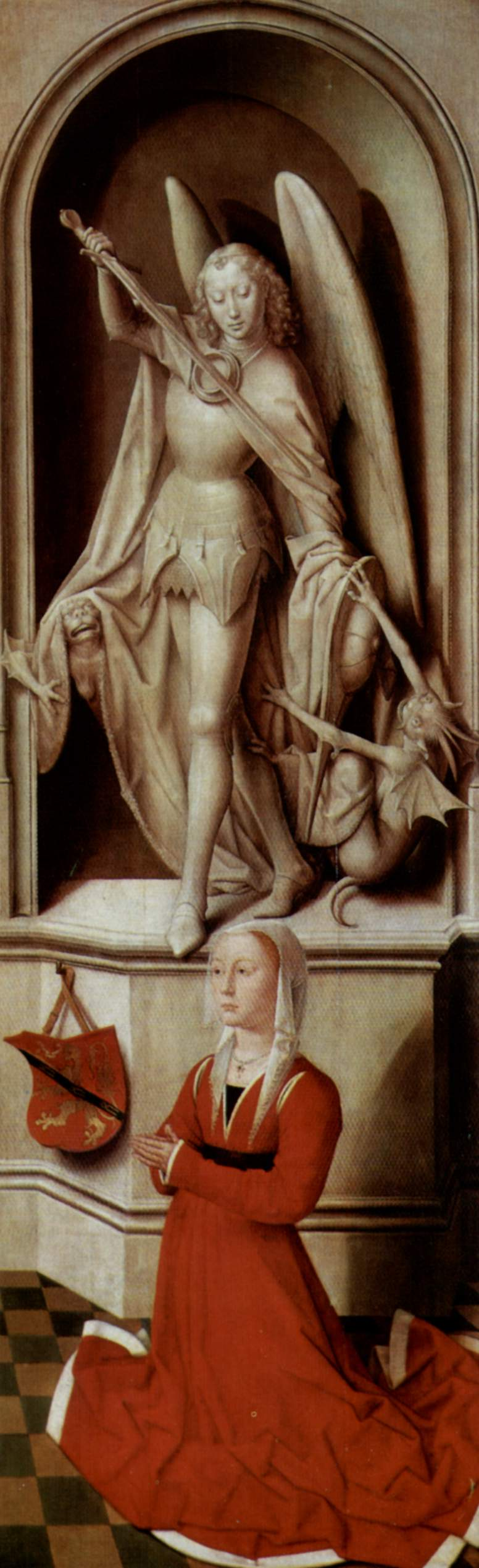
Caterina Tangeli sull'altra anta

La presenza a Bruges del Banco dei Medici di Firenze (fondato da Giovanni di Bicci nel 1397) ebbe inizio con il licenziamento di un fattore. Prima ci fu Filippo Rapondi (1416) e dal 1420 al 1430 Galeazzo Borromei & co. Nel 1436 Bernardo Portinari giunse a Bruges per fondare una vera filiale. Questa fu dapprima diretta da Angelo di Jacopo Tani (rappresentato nel Giudizio Universale di Hans Memling). Intorno al 1448 fu agente anche Fruosino da Panzano.
Nel 1455 fu fatto un nuovo statuto sociale. I fratelli Piero e Giovanni e loro nipote Piero Francesco diventavano azionisti alla pari, in aggiunta a Tani e Gierozzo dei Pigli. La filiale prese il nome di Piero di Cosimo dei Medici e Gierozzo dei Pigli & Co
Tani a partire dal 1464 venne sostituito a capo della filiale da Tommaso Portinari, che nel 1459 divenne agente. Questo fiorentino amante della vita splendida riuscì a convincere Piero de' Medici a comprare una delle più prestigiose residenze di Bruges, la Hof Bladelin, e ad affittarlo alla Banca come sede centrale nel 1466.
Sotto la sua guida furono conclusi pochi affari profittevoli, fra i quali l'acquisto della dogana di Grevelingen e di due galee, la San Matteo e la San Giorgio. Egli fece prestiti anche di grosso importo a Carlo il Temerario e servì sua moglie Margherita di York. A partire dal 1473 la filiale entrò in difficoltà. Dovette accollarsi i debiti della filiale londinese, posta in liquidazione, e vide la San Giorgio, carica di allume dello Stato pontificio, catturata da Paul Beneke di Danzica. La cattura della galea portò ad un lungo processo contro la Hansa, che portò Bruges, in quanto città mercantile, allo sfinimento.
Portinari investì i suoi scarsi capitali in una spedizione portoghese verso la Guinea (1474-1475), che non produsse profitti. Dopo la morte di Carlo il Temerario la sua filiale dei Medici concesse ulteriori prestiti all'imperatore Massimiliano d'Asburgo. Nel 1478 Portinari lasciò Bruges per Milano. Lorenzo de' Medici cercò di liquidare il banco di Bruges e di accollarsi i debiti fatti da Portinari. Il Magnifico inviò il suo delegato Rinieri da Ricasoli a Bruges per cercare di definire gli affari in corso. Ricasoli riuscì a concludere una transazione con Portinari in forza della quale i Medici poterono ritirarsi. Dopo il 1478 Portinari operò di nuovo a proprio nome, solo con un inadempiente come Massimiliano poteva non essere travolto da quella marea. Gradualmente si specializzò in missioni diplomatiche per conto di quest'ultimo. La Banca dovette rinunciare alla Hof Bladelin, che nel 1497 fu venduta al signore di Fiennes.
Il Banco dei Medici rivestì una posizione centrale nel commercio europeo dell'arte e attraverso la filiale di Bruges rese possibile la diffusione dei capolavori nordici, fra l'altro dei rinomati arazzi

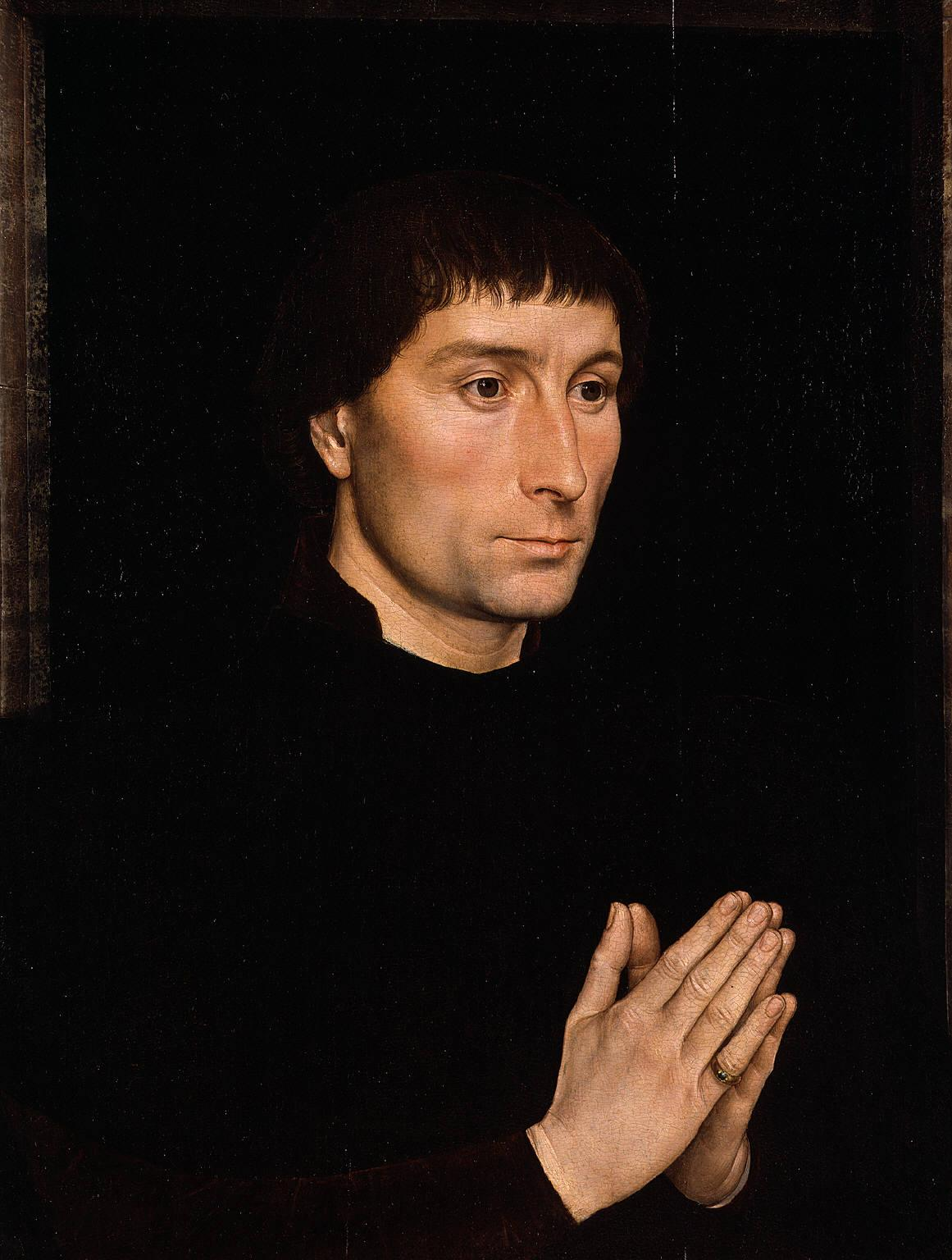
Ritratto di Tommaso Portinari, dipinto da Hans Memling (Metropolitan Museum of Art).
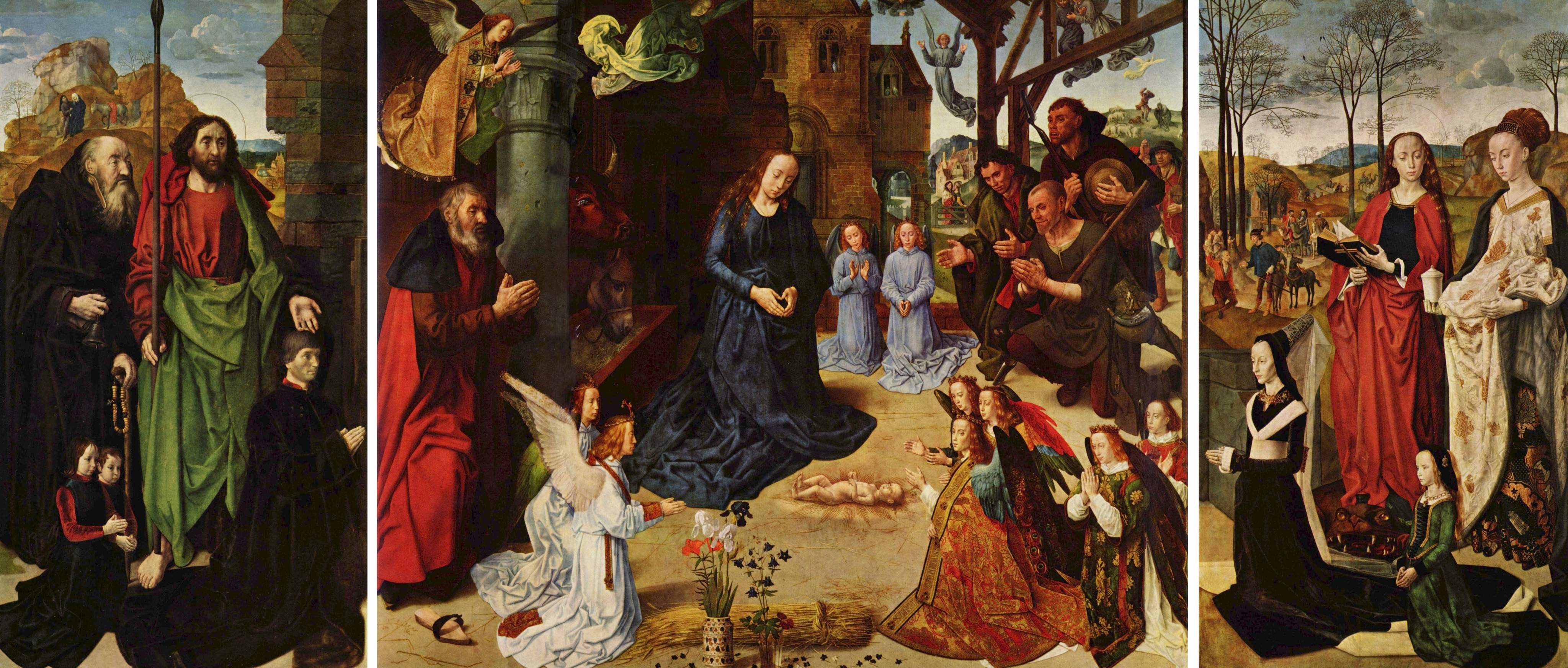
Il cosiddetto Trittico Portinari in cui Portinari e la moglie sono rappresentati inginocchiati sui pannelli laterali (Hugo van der Goes).

### Pazzi

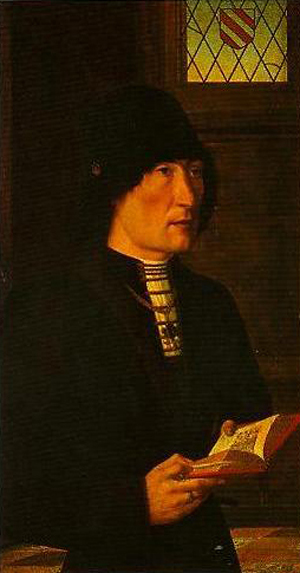
Pierantonio Baroncelli ritratto dal cosiddetto maestro del Baroncelli. Ora al Courtauld Institute of Art.

La famiglia fiorentina dei Pazzi fondò la sua filiale di Bruges nel 1439. Entro il 1472 vi operavano otto persone, con a capo Pierantonio di Guasparre Bandini-Baroncelli. Costui commissionò il quadro raffigurante Santa Caterina da Bologna con tre offerenti, tuttavia durante il viaggio verso l'Italia nel 1473 il dipinto fu predato e portato a Danzica.
Nel 1476 i Pazzi ottennero da Papa Sisto IV che il monopolio dei Medici sul commercio dell'allume a Bruges fosse trasferito a loro. Con questa mossa riportarono un'importante vittoria sui loro rivali.
Ma la gioia fu di breve durata. Nel 1478 fallì la congiura dei Pazzi e tutte le loro proprietà furono confiscate. Il capo del banco di Bruges, Pierantonio Baroncelli, cercò un rifugio sicuro con la contabilità. Alla fine del 1478 giunse in città il sedicenne Antonio de' Pazzi. Allora Rinieri da Ricasoli arrivò a Bruges con l'incarico di accaparrarsi le loro proprietà, ma i Pazzi riuscirono in buona parte a impedirlo.